# Rainer Hollasch
Rainer Hollasch (* 19. März 1951) ist ein ehemaliger deutscher Fußballspieler.

## Werdegang
Der Abwehrspieler Rainer Hollasch begann seine Karriere beim westfälischen Verbandsligisten Minden 05 und wechselte im Sommer 1971 zum Regionalligisten FC 08 Villingen. Mit den Villingern stieg er ein Jahr später in die 1. Amateurliga Schwarzwald-Bodensee ab. Im Sommer 1975 wechselte Hollasch zum Zweitligisten 1. SC Göttingen 05 und gab am 9. August 1975 sein Profidebüt beim 3:0-Sieg der Göttinger gegen Tennis Borussia Berlin. Zwei Jahre später stieg Hollasch mit den Göttingern aus der 2. Bundesliga ab. Von 1978 an spielte Hollasch noch einmal für den FC 08 Villingen in der Fußball-Oberliga Baden-Württemberg, aus der die Mannschaft 1980 abstieg. Rainer Hollasch absolvierte 48 Zweitligaspiele und erzielte dabei ein Tor. Dazu kommen 29 Regionalligaspiele ohne Torerfolg.